# Symmachia rubina
Symmachia rubina är en fjärilsart som beskrevs av Bates 1866. Symmachia rubina ingår i släktet Symmachia och familjen Riodinidae. Inga underarter finns listade i Catalogue of Life.